# Вернадит
Вернадит (названий на честь українського та радянського вченого Володимира Вернадського) — мінерал, із групи псиломелану — вада, ймовірно, близька до H2MnO3+H2O. Аморфний. Агрегати: суцільні маси, натічні виділення, кірки. Чорний, блиск смоляний. Твердість за Моосом — від 2 до 6. Густина 3 — 3,3. Продукт зміни силікатів та карбонатів Mn у зонах окиснення.